# ライオンハート (ケイト・ブッシュのアルバム)
『ライオンハート』（原題：Lionheart）は、1978年11月13日に発売されたケイト・ブッシュの2枚目のアルバムである。

## 概要
デビュー・アルバム『天使と小悪魔』のわずか9か月後に発表されたセカンド・アルバムで、最高位は全英第6位。
プロデュースはアンドリュー・パウエルで、ニースで録音された。
2018年、このアルバムを含む全音源が本人とジェームス・ガスリーによるリマスターで再発売されている。

## 収録曲
1. ブルーのシンフォニー - "Symphony in Blue"
2. ピーターパンを探して - "In Search of Peter Pan"
3. ワォ - "Wow"
4. 車輪がすべる - "Don't Push Your Foot on the Heartbrake"
5. ライオン・ハート - "Oh England My Lionheart"
6. フルハウス - "Fullhouse"
7. 暖かい部屋で - "In the Warm Room"
8. カシュカの館 - "Kashka From Baghdad"
9. コーヒーはいかが - "Coffee Homeground"
10. ハンマー・ホラー - "Hammer Horror"